# COIMA (empresa)
COIMA é uma empresa italiana do setor imobiliário com sede em Milão. A empresa atua na área de investimento, desenvolvimento e gestão de ativos imobiliários em nome de investidores institucionais. Desenvolveu e administra, dentro do seu portfólio, vários arranha-céus em Milão, incluindo a Torre UniCredit, o edifício mais alto da Itália.

## História

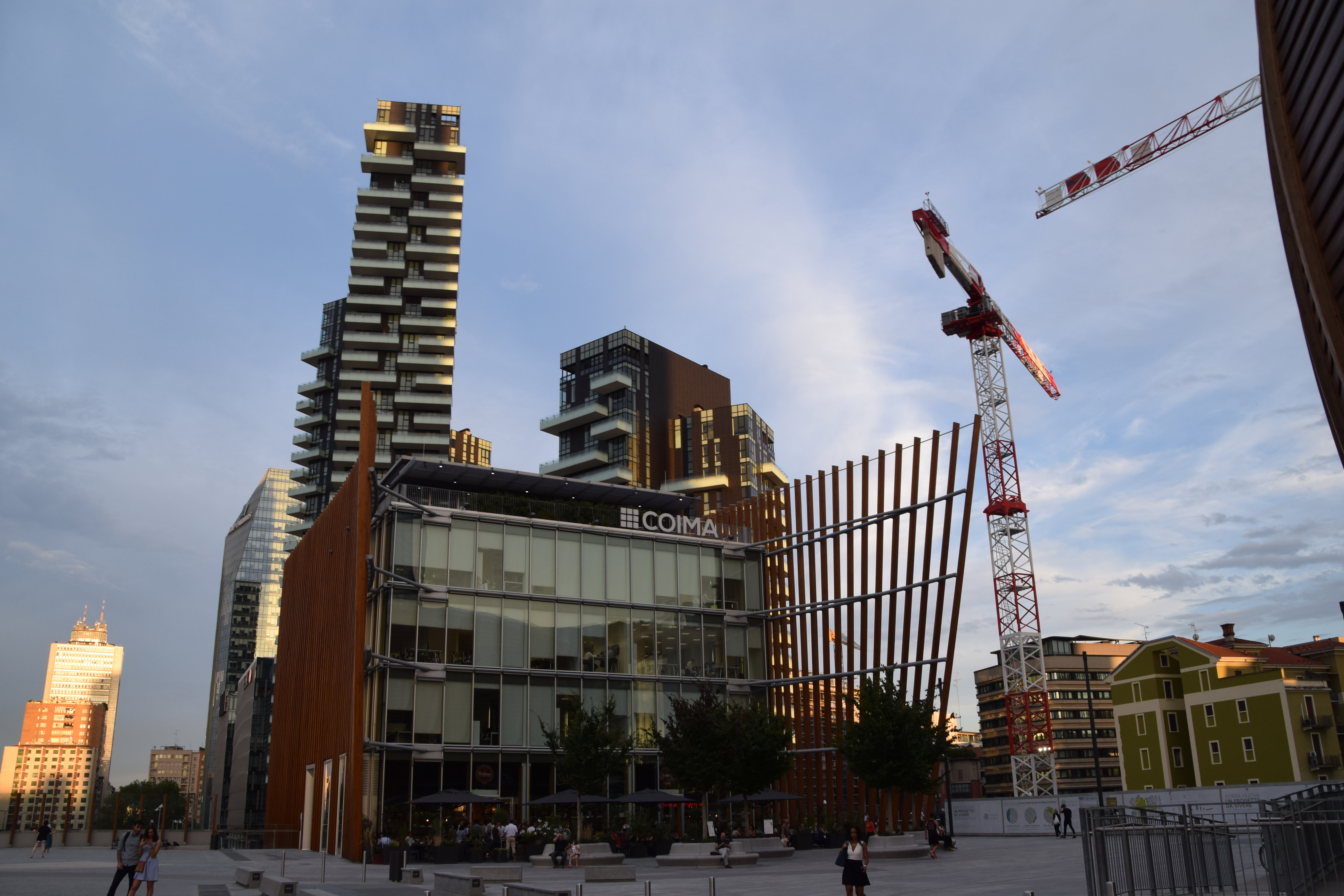
Sede da COIMA em Milão

As origens do grupo remontam a 1974, quando foi fundado pela família Catella.
No final da década de 1990, a empresa iniciou colaborações com a Hines, que culminaram no lançamento do Projeto Porta Nuova, no qual a COIMA atuou inicialmente como co-investidora, co-desenvolvedora e property manager. Em 2007, Catella e Hines fundaram uma empresa de gestão de ativos, que mais tarde foi adquirida por Catella em 2015 e renomeada como COIMA SGR. No ano seguinte, a COIMA lançou seu primeiro REIT (Fundo de Investimento Imobiliário).
Em 2021, o grupo foi reorganizado com a criação de uma estrutura de holding.

Em 2022, Porta Nuova tornou-se o primeiro bairro do mundo a obter a dupla certificação de sustentabilidade LEED e WELL para comunidades.